# Richard Dedekind
Julius Wilhelm Richard Dedekind (født 6. oktober 1831, død 12. februar 1916) var en tysk matematiker som gjorde vigtige opdagelser i abstrakt algebra, algebraisk talteori og i forbindelse med grundlaget for de reelle tal.
Dedekind blev udnævnt til æresdoktor ved Universitetet i Oslo i forbindelse med fejringen af 100-årsdagen for Niels Henrik Abels fødsel i 1902.